# Ligne de tramway 2 (SNCV Groupe d'Hasselt)
La ligne 2 est une ancienne ligne de tramway du Groupe d'Hasselt de la Société nationale des chemins de fer vicinaux (SNCV) qui a fonctionné entre le 17 avril 1932 et le 21 mai 1955.

## Histoire
La ligne est mise en service le 17 avril 1932 entre la gare d'Hasselt et Zondhoven par l'électrification de cette section de la ligne 488/1.
Le 27 juin 1952 elle est prolongée d'Houthalen à Zolder puis le 19 août 1952 entre Zolder et Heusden Cité en électrifiant les voies de la ligne 621/2 qu'elle remplace sur ces sections,.
Elle est supprimée le 21 mai 1955.

## Exploitation

### Horaires
Tableaux horaires :
- 488 en 1934, numéro partagé avec la ligne 488/1[3].
- 621 en 1950, numéro partagé avec la ligne d'autorail 621/2 Heusden - Beringen[4].